# 4412 Хефрен
4412 Хефрен (4412 Chephren) — астероїд головного поясу, відкритий 26 вересня 1960 року.
Тіссеранів параметр щодо Юпітера — 3,190.